# بنوك قروض المنازل الفيدرالية

خريطة أراضي FHLB منذ اندماج مصرفي سياتل وديز موين في عام 2015.

بنوك قروض المنازل الفيدرالية ( FHLBanks ، أو FHLBank System ) هي 11 بنكًا برعاية الحكومة الأمريكية توفر سيولة موثوقة للمؤسسات المالية الأعضاء (وليس الأفراد) لدعم تمويل الإسكان والاستثمار المجتمعي. تمثل مع أعضائها أكبر مصدر جماعي للرهن العقاري والقروض المجتمعية في الولايات المتحدة .

## روابط خارجية
- مجلس FHLBanks
- FHLBanks مكتب المالية
- وكالة تمويل الإسكان الفيدرالية
- ملفات SEC من FHLBanks

### البنوك
- بنك القروض الفيدرالية في أتلانتا
- بنك القروض الفيدرالية في بوسطن
- بنك القروض الفيدرالية في شيكاغو
- البنك الفيدرالي للقرض السكني في سينسيناتي
- البنك الفيدرالي للقرض السكني في دالاس
- البنك الفيدرالي للقرض السكني في دي موين
- بنك القروض الفيدرالية في انديانابوليس
- البنك الفيدرالي للقرض السكني في نيويورك
- بنك بيت التمويل الفيدرالي في بيتسبيرغ
- بنك القروض الفيدرالية في سان فرانسيسكو
- البنك الفيدرالي للقرض السكني في توبيكا